# 아긴스크부랴트 자치구

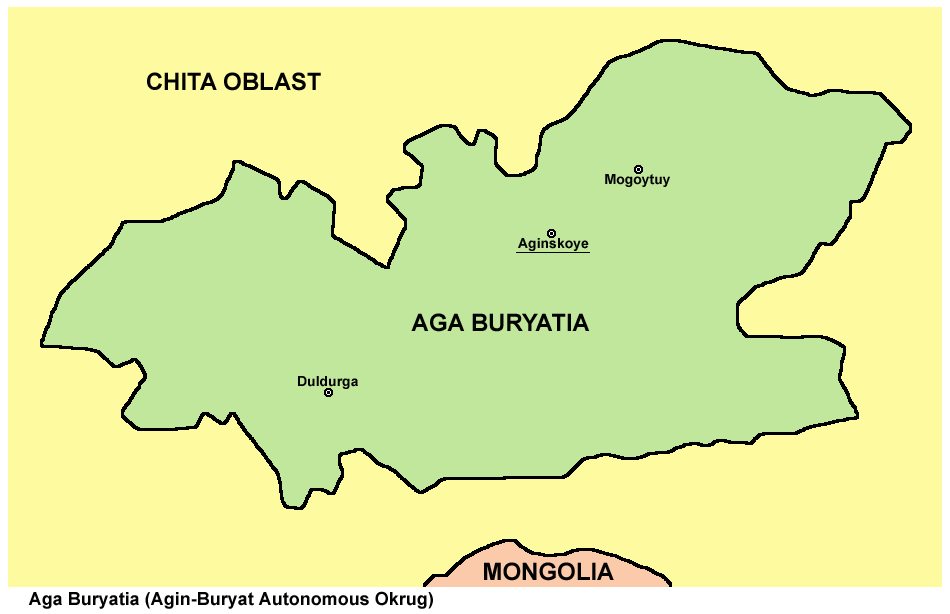

아긴스크부랴트 자치구의 기

아긴스크부랴트 자치구(러시아어: Аги́нский-Буря́тский автоно́мный о́круг, 부랴트어: Агын Буряадай автономито округ/Агын Буряад автономито тойрог)는 치타주의 자치구였다. 면적은 19,312.3km2이고, 인구는 7만 명이었다. 중심지는 아긴스코예(1만 명)였다. 이곳은 2008년 3월 1일에 치타주와 함께 자바이칼 변경주으로 통합되었다.

### 시간대
아긴부랴트는 야쿠츠크 시간대(YAKT/YAKST)에 놓여 있다. UTC의 시차는 +0900 (YAKT)/+1000 (YAKST)이다.

## 행정 구역

### 군
- 아긴스키 군 (Агинский)
- 둘두르긴스키 군 (Дульдургинский)
- 모고이투이스키 군 (Могойтуйский)

## 주민
인구 (2002): 72,213
소수민족:
부랴트족 (45,149명, 62,5%), 러시아인 (25,366명, 35.1%), 타타르족 (390명, 0.5%)들이 거주한다.